# 美丽的草原我的家
《美丽的草原我的家》是一首中国大陆1977年完成创作的蒙古族音乐风格的歌曲，由火华作词、阿拉腾奥勒作曲。
1976年，词作者火华完成词创作。此后，由内蒙古军区文工团副团长阿民布和作曲、王焕凤演唱的女高音版本未获成功。1977年6月，在上海音乐学院进修的阿拉腾奥勒重新谱曲，新的曲调采用蒙古族音乐风格。1978年，女中音歌唱家德德玛作为新版本的第二个演唱者，在广东的演出获得成功，受到歌唱界的极大关注。本旨在描绘草原的风光和牧民生活。此前为顺应当时的政治气氛，歌词中的“高压电线云中走”“党的光辉照草原”等内容，後於1980年删去，恢复了“彩蝶纷飞百鸟儿唱”等歌曲原貌。
《美丽的草原我的家》於1980年被联合国教科文组织以“世界优秀歌曲”编选入教材，並收录於《亚太歌曲集》中。